# Eucharia viena
Eucharia viena är en fjärilsart som beskrevs av Embrik Strand 1927. Eucharia viena ingår i släktet Eucharia och familjen björnspinnare. Inga underarter finns listade i Catalogue of Life.